# Tornapunta

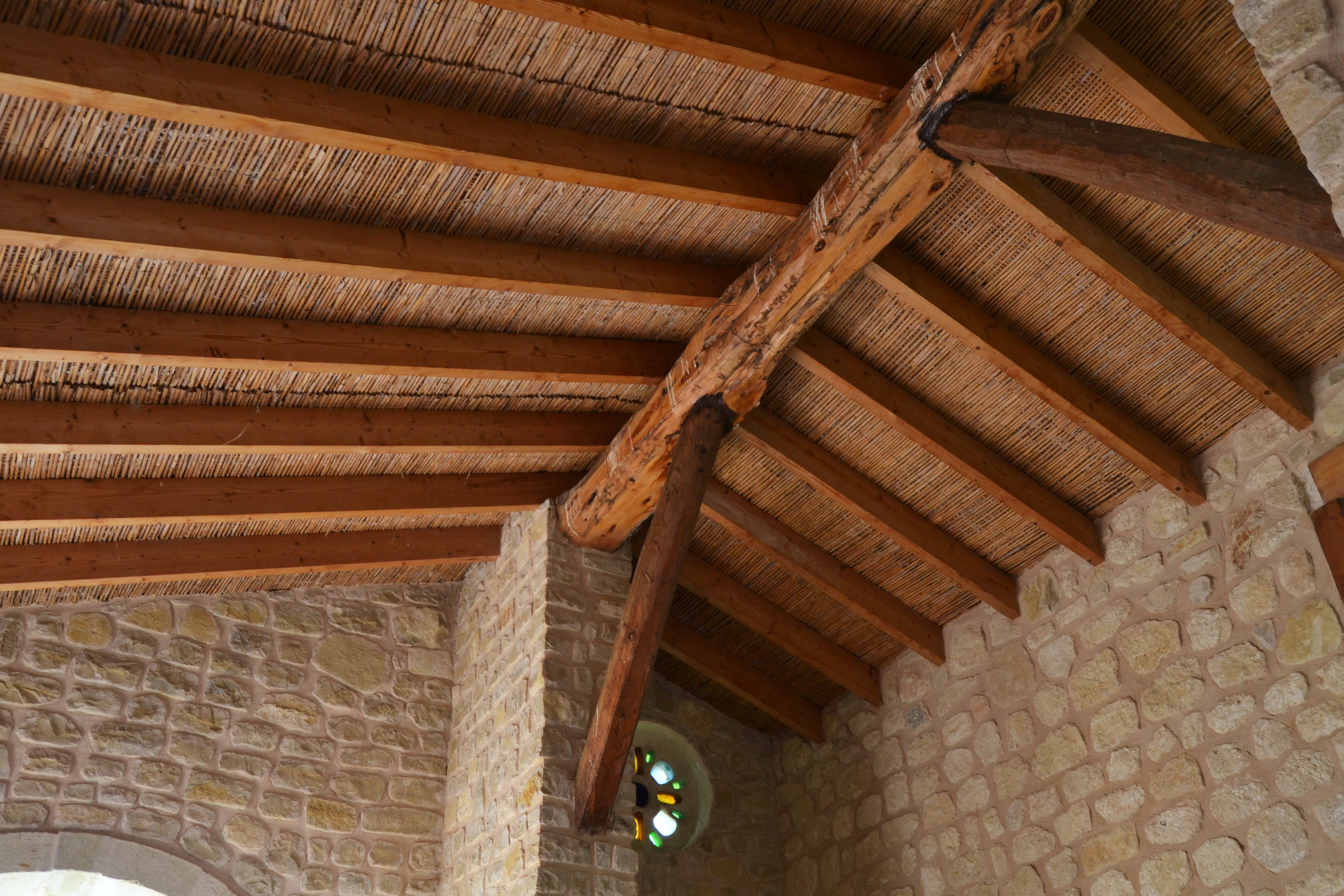
Tornapunta en la ermita de la Madre de Dios del Carmen en Benilloba

En arquitectura se llama tornapunta a todo madero colocado oblicuamente para apear a otro que está en posición horizontal. 
La tornapunta es también la pieza de madera colocada oblicuamente para ligar dos maderos ensamblados manteniéndolos de este modo separados, mientras se presta solidez al conjunto. Las tornapuntas se emplean frecuentemente en las armaduras de las techumbres para ligar dos piezas ensambladas perpendicularmente. 